# Один дома
«Оди́н до́ма» (англ. Home Alone) — американский рождественский комедийный фильм производства и авторства Джона Хьюза, который в трёх первых фильмах выступил создателем персонажей, сценаристом, а также главным продюсером со своей компанией Hughes Entertainment. В качестве режиссёра был приглашён Крис Коламбус. Маколей Калкин исполнил главную роль — Кевина Маккаллистера, мальчика, забытого дома в Чикаго, когда на рождественских каникулах его семья улетает в Париж. Изначально Кевин наслаждался одиночеством в доме, но вскоре ему пришлось столкнуться с двумя грабителями, роли которых исполнили Джо Пеши и Дэниел Стерн. Также в ленте были задействованы Джон Хёрд, Робертс Блоссом, Кэтрин О’Хара и другие актёры.
Премьера фильма состоялась 10 ноября 1990 года в Чикаго при поддержке компании 20th Century Fox, выход в кинопрокат США — 16 ноября того же года.
«Один дома» получил преимущественно положительные отзывы зрителей и критиков, а также стал самым кассовым рождественским фильмом всех времён и самой кассовой комедией за всю историю — он сохранял этот рекорд во всём мире до выхода «Мальчишник 2: Из Вегаса в Бангкок» в 2011 году. В 1991 году фильм и исполнитель главной роли Маколей Калкин были удостоены номинаций на премию «Золотой глобус» в категориях «Лучший фильм — комедия или мюзикл» и «Лучшая мужская роль — комедия или мюзикл» соответственно. Композитор Джон Уильямс получил две номинации на премию «Оскар» в категориях: «Лучшая музыка к фильму» и «Лучшая песня к фильму» (композиция «Somewhere in My Memory», которая также была представлена на премии «Грэмми» в номинации «Лучшая песня, написанная для визуальных медиа»).
Успех картины послужил созданию целой одноимённой медиафраншизы, в которую вошли пять последующих фильмов, включая прямое продолжение — «Один дома 2: Потерявшийся в Нью-Йорке», вышедшее в 1992 году с тем же творческим составом.

## Сюжет
Большая семья Маккаллистеров незадолго до Рождества собирается в доме Питера и Кейт, чтобы вместе полететь в Париж и провести там каникулы. 8-летнего Кевина, младшего сына хозяев дома, высмеивают как родные братья и сёстры, так и другие родственники, а особенно его задирает старший брат Базз. Он нарочно съедает любимую пиццу Кевина, но, когда Кевин из-за этого набрасывается на него, они вдвоём проливают напитки на билеты. Взрослые вытирают со стола и один билет случайно выбрасывают в мусорку. В случившемся обвиняют Кевина и отправляют его ночевать в мансарду, где он в порыве гнева загадывает желание, чтобы его семья исчезла. Ночью сильный ветер обламывает ветку дерева, которая падает на линию электропередачи и вызывает короткое замыкание, в результате чего происходит отключение электричества, и будильник не срабатывает вовремя. В утренней суматохе про Кевина, спящего в мансарде, забывают, и во время пересчёта детей перед отъездом соседского мальчика принимают за Кевина, из-за чего он один из всех остаётся дома.
Проснувшись, Кевин думает, что его желание сбылось и его семья действительно исчезла. Первое время он радуется сбывшемуся желанию и обретённой независимости, но вскоре его настроение меняется. Сначала он встречает и пугается старика Марли, нелюдимого соседа, который, как ему накануне рассказывал Базз, когда-то якобы убил свою семью и половину жителей округи лопатой для уборки снега. Затем на его дом нацеливаются воры Гарри и Марв по прозвищу «мокрые бандиты» — Марв считает, что им нужна «визитная карточка», поэтому каждый раз оставляет в ограбленном доме немного открытый кран. Гарри приходил в дом Маккаллистеров на разведку под видом полицейского в самом начале фильма и был свидетелем подготовки семьи к отъезду. Кевину удаётся хитростью внушить им, что вся семья осталась дома, поэтому грабители временно откладывают свои планы.
Во время полёта в Париж Кейт обнаруживает отсутствие Кевина. Из-за повреждённой линии электропередачи позвонить домой невозможно. Она хочет скорее вернуться домой, но из-за Рождества на последующие два дня билетов в Чикаго нет. Питер и остальные члены семьи отправляются в парижскую квартиру его брата, а Кейт в конечном итоге возвращается в США рейсом в Даллас. Но и там билетов до Чикаго не оказывается, поэтому она садится на рейс до другого, близкого к Чикаго города. Оказавшись там вечером перед Рождеством, Кейт уже не может никуда улететь раньше следующего утра. На помощь ей приходит ансамбль гастролирующих музыкантов. Они тоже не могли улететь и арендовали для поездки фургон, а ехать им надо через Чикаго. Тем временем Гарри и Марв догадываются, что Кевин дома один, однако мальчик подслушивает, что они планируют вломиться в дом ночью.
Кевин идёт в церковь и слушает выступление детского хора. Там к нему подсаживается старик Марли и в ходе разговора поясняет, что слухи, которые о нём распространяют, — пустой вздор. Он часто приходит на выступления хора, где поёт его внучка, но они не общаются, потому что он много лет назад поссорился со своим сыном, и с тех пор они отдалились друг от друга. Кевин предлагает Марли попробовать помириться с ним.
Кевин возвращается домой, по пути заметив грабителей. Он боится обращаться в полицию, так как случайно украл зубную щётку из местного магазинчика и думает, что его ищут. Поэтому мальчик решает сам защитить дом, расставляя в разных местах всякие ловушки. Гарри и Марв пытаются проникнуть в дом, но сталкиваются с неожиданным сопротивлением Кевина, получая физические и моральные травмы — поджог головы горелкой, раскалённая дверная ручка, верёвка с утюгом. Они даже передумывают грабить, теперь их цель — наказать дерзкого мальчишку. Кевин всё же решается вызывать полицию и перебегает в соседний пустующий дом. Но Гарри и Марву удаётся поймать Кевина, а пока они обсуждают, что они с ним сделают, сзади подходит услышавший шум Марли и оглушает грабителей снегоуборочной лопатой. Подоспевшие полицейские арестовывают «мокрых бандитов», уже зная, что все затопленные после ограбления дома — дело их рук.
Проснувшись рождественским утром, Кевин чувствует себя подавленным, потому что его семья так и не вернулась домой. После этого он слышит, как Кейт заходит в дом и зовёт его. Кевин спускается к ней, они радуются встрече и мирятся. Вскоре к ним присоединяются и остальные Маккаллистеры, отправившиеся домой на том самом рейсе, от которого отказалась мама. Кевин основательно прибрался и даже нарядил ёлку. Позднее мальчик наблюдает из окна за воссоединением Марли со своим сыном и его семьёй. Марли замечает Кевина — они машут друг другу руками и в этот момент раздаётся крик Базза, в чьей комнате Кевин ранее устроил страшный погром.

## В ролях
- Маколей Калкин — Кевин Маккаллистер
- Джо Пеши — Гарри Лайм, грабитель
- Дэниел Стерн — Марвин Мёрчинс, напарник Гарри, грабитель
- Джон Хёрд — Питер Маккалистер, отец Кевина
- Робертс Блоссом — старик Марли
- Кэтрин О’Хара — Кейт Маккалистер, мать Кевина
- Анджела Готалс — Линни
- Девин Рэтрей — Базз
- Джерри Бэммен — дядя Фрэнк
- Хиллари Вульф — Меган
- Джон Кэнди — Гас Полински, «король польки на Среднем Западе»
- Ларри Хэнкин — Ларри Бальзак, сержант полиции, работающий в отделе семейных кризисов
- Майкл С. Маронна — Джефф
- Кристин Минтер — Хэзер
- Дайана Кампеану — Сондра
- Джедидайя Коэн — Род
- Киран Калкин — Фуллер
- Сента Моузес — Трейси
- Анна Слотки — Брук
- Терри Снелл — тётя Лесли
- Ральф Фуди — Джонни, гангстер из фильма «Ангелы с грязными душами»[8]
- Майкл Гуидо — Снейкс, второй гангстер из фильма «Ангелы с грязными душами»
- Трейси Дж. Коннор — кассирша в супермаркете
- Хоуп Дэвис — администратор в аэропорту Париж-Орли
- Кен Хадсон Кэмпбелл — переодетый в Санта-Клауса мужчина

|                                                                                                   |  |  |  |
| Исполнители главных ролей (слева направо): Маколей Калкин, Джо Пеши, Дэниел Стерн и Кэтрин О’Хара |  |  |  |

## Производство

### Сценарий
В начале 1989 года Джон Хьюз начал снимать по собственному сценарию фильм «Дядюшка Бак», в котором одну из второплановых ролей сыграл Маколей Калкин. Когда снималась сцена, в которой герой Калкина разговаривал через щель почтового ящика с незнакомой ему приходящей няней, то у Хьюза появилась идея написать сюжет про ребёнка, который остался один дома. Частично сюжет был также вдохновлён личными переживаниями Хьюза — собираясь как-то в поездку, он решил составить список вещей, которые ему нужно было не забыть взять с собой. Когда он решил, что первыми в списке должны идти его сыновья, Джон и Джеймс, то тогда же подумал о том, что случилось бы, если бы кого-то из них забыли дома, и как бы они себя в таком случае повели. Затем он придумал идею, что этот ребёнок должен защищать свой дом от грабителей, поскольку, по его мнению, именно грабителей больше всего боятся дети, которые остались дома одни. После этого Хьюз написал восемь страниц черновых заметок, из которых в дальнейшем получился сценарий будущего фильма.
Изначально фильм должна была снимать студия Warner Brothers, у которой в планах также было производство ленты Тима Бёртона «Эдвард Руки-ножницы». Сама студия отдавала предпочтение именно сценарию Хьюза и производство должно было начаться в феврале 1989 года — Хьюз пообещал студии, что сам будет снимать фильм, а бюджет составит всего 10 миллионов долларов. Но в процессе подготовки стало понятно, что этой суммы бюджета недостаточно. Опасаясь, что Warner Brothers будут настаивать на прежней сумме, Хьюз связался с председателем совета директоров 20th Century Fox Джо Ротом, показал ему сценарий и предложил, чтобы Fox занялись фильмом в случае, если Warner Brothers откажутся идти на уступки. К тому моменту продюсеры определили бюджет фильма, как 14,7 миллиона долларов. Warner Brothers потребовала сократить его хотя бы на 1,2 миллиона долларов, на что продюсеры ответили отказом, после чего студия отменила производство, а буквально на следующий день Fox приняли предложение Хьюза, и бюджет фильма увеличился до 18 миллионов долларов.

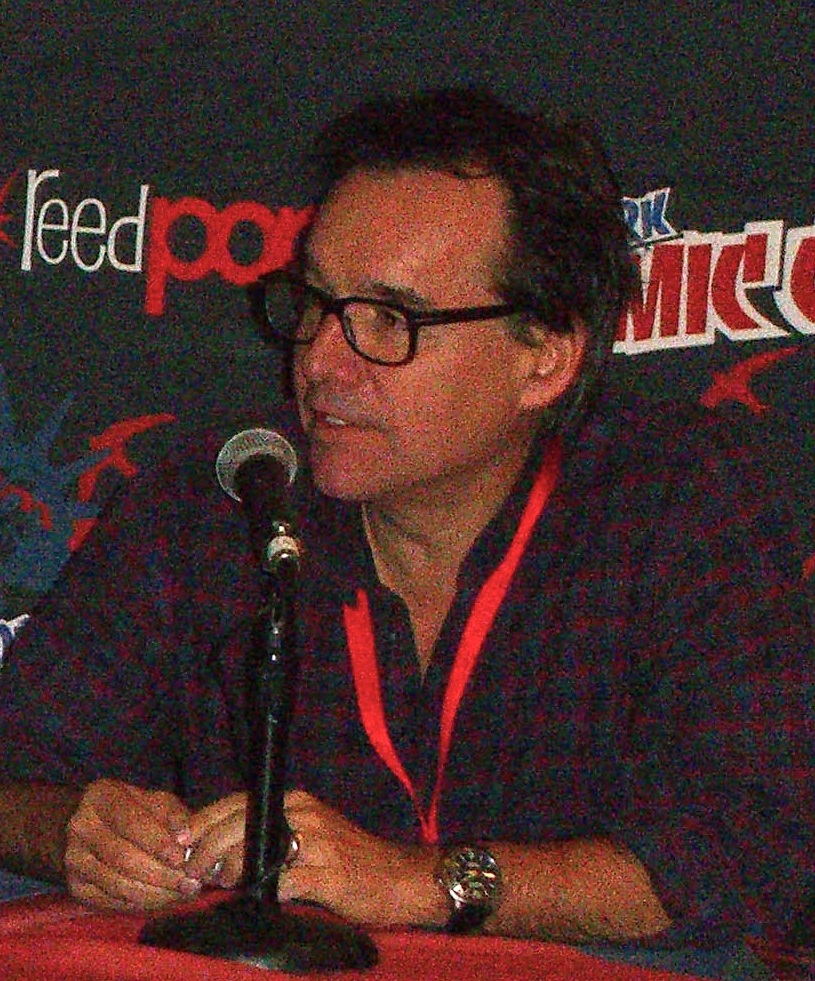
Крис Коламбус — режиссёр первых двух фильмов серии.

Хотя до этого у Хьюза уже был неоднократный опыт, когда он сам режиссировал фильмы по своим сценариям, в случае с «Один дома» он решил не занимать режиссёрское кресло. Уже после смерти Хьюза его агент Джек Рапки высказал предположение, что Хьюз опасался того, что если фильм окажется неудачным (до этого Хьюз не снимал фильмов, где в главной роли был ребёнок), то первым под критику попадёт именно он — со слов Рапки, Хьюз очень пожалел о своём решении, когда фильм стал кассовым успехом. Решив доверить режиссуру другому человеку, Хьюз изначально послал на выбор два сценария, «Один дома» и комедийную драму «Нарушители спокойствия», режиссёру Патрику Риду Джонсону, но тот отказался, потому что уже снимал фильм «Завоеватели из космоса». Тогда Хьюз послал сценарии Крису Коламбусу, который ранее должен был снимать фильм по предыдущему сценарию Хьюза «Рождественские каникулы», но в итоге выбыл из проекта из-за творческих разногласий с исполнителем главной роли Чеви Чейзом. Коламбус согласился на «Один дома», потому что тот показался ему смешнее, и потому что он питал симпатию к рождественским фильмам. Став режиссёром, Коламбус немного переписал сценарий, изменив трагедию старика Марли — в изначальном сценарии у Марли не было конфликта с его сыном (по мнению Коламбуса, это делало сюжет более серьёзным, а финальную сцену фильма — более эмоциональной).
Имя грабителя Гарри Лайма, сыгранного Пеши, было взято из фильма «Третий человек» режиссёра Кэрола Рида, где персонажа с таким же именем играет Орсон Уэллс.

### Кастинг
Хьюз лично посоветовал Коламбусу взять на главную роль Маколея Калкина, но Коламбус, по соображениям своей режиссёрской этики, изначально провёл большой кастинг на роль Кевина, просмотрев сотни детей (в их числе был Джеффри Уайзман, который сыграл эпизодическую роль Митча Мёрфи, которого при подсчёте по головам путают с Кевином), прежде чем встретился с Калкином и согласился, что его кандидатура наиболее подходящая.
Роль Гарри, до того как её получил Джо Пеши, была предложена Роберту Де Ниро и Джону Ловитцу, но оба отказались. Дэниел Стерн был утверждён на роль Марва с самого начала, но ещё до начала съёмок он отказался от роли, когда узнал, что график съёмок вместо заранее оговорённых шести недель растянется до восьми, но доплачивать за это ему не будут. Тогда на роль Марва был утверждён Дэниел Робук, но уже на второй день репетиций Коламбус понял, что между Робуком и Пеши нет нужной химии, и уговорил Стерна согласиться на роль.
Джон Кэнди был доступен лишь на один день, поэтому все кадры с его участием были сняты за 23 часа. Большинство реплик Кэнди были его же импровизацией.

### Съёмки

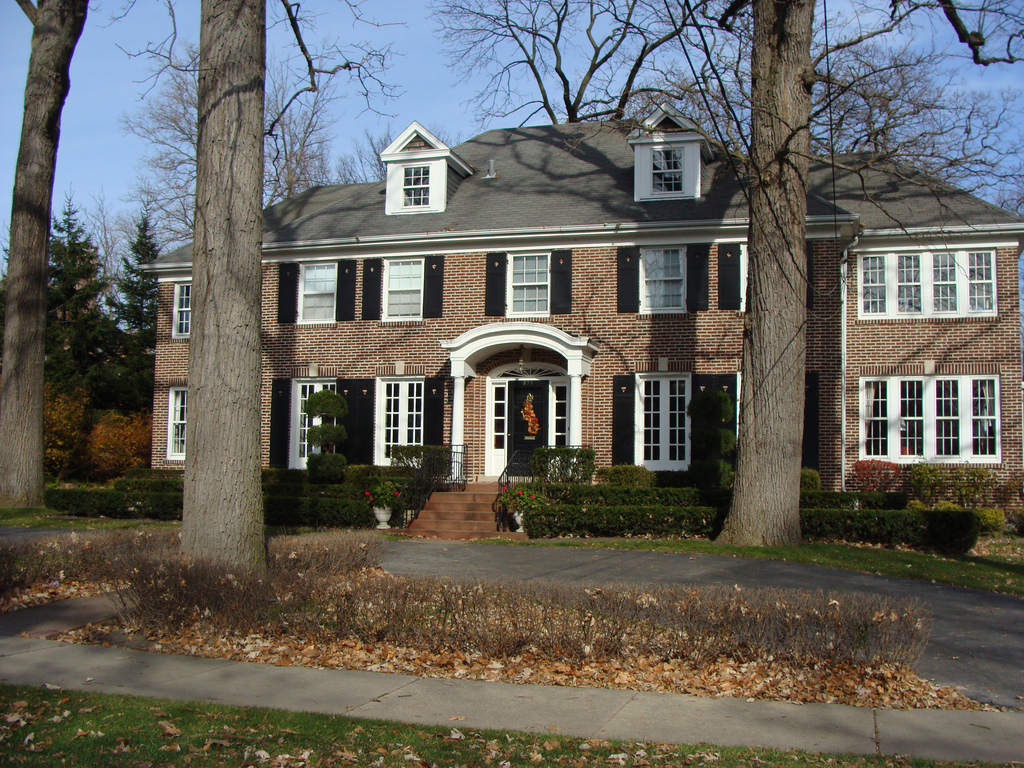
Дом из фильма, находящийся в деревне Уиннетка, штат Иллинойс

Основные съёмки прошли с февраля по май 1990 года. В качестве пригорода Чикаго, где происходит основное действие фильма, использовалась деревня Уиннетка в штате Иллинойс, где Джон Хьюз снимал многие сцены своих предыдущих фильмов. Трёхэтажный особняк, который использовался в качестве экстерьера дома Маккаллистеров, расположен по адресу Линкольн-Авеню, 671. Дом был построен в 1920 году, и на момент съёмок им владела семья, которая купила его 15 декабря 1988 года (в период съёмок эта семья продолжала жить в доме). Все внутренние сцены снимались в декорациях, но кухня, подвал, парадный холл с лестницей и большая часть первого этажа были основаны на реальных интерьерах дома. Все остальные интерьеры (столовая, второй этаж и чердак) были оригинальными декорациями. Дом включает в себя пять спален, полностью переделанный чердак, двойной гараж и оранжерею. Шалаш на дереве на заднем дворе был построен специально для фильма и демонтирован после окончания съёмок. В мае 2011 года дом был выставлен на продажу за 2,4 миллиона долларов и в марте 2012 года был куплен за 1,585 миллион долларов. В своё время дом рекламировался как туристическая достопримечательность и приводился в пример в рамках курса «Как добиться того, чтобы ваш дом появился в кино», но сегодня он является частной собственностью и закрыт для посещений.
В качестве церкви для наружных сцен использовалась методистская церковь Тринити-Юнайтед в Уилметте, внутренние сцены снимали в епископальной церкви Грейс в Ок-Парке. Сцены в аэропорту Париж-Орли были сняты в одной части международного аэропорта О’Хара.
В связи с возрастом Калкин мог сниматься только до десяти вечера, что создавало некоторые проблемы в съёмке для команды, так как действие большинства сцен фильма разворачивалось в вечернее время. Трюки также создали напряжение для группы во время съёмок. Первоначально трюки проделывались со страховочными ремнями, но поскольку те были очень заметны на отснятых кадрах, финальные трюки были исполнены без них. Хотя Коламбус был в восторге от работы с Джо Пеши (Пеши сам создал весь образ Гарри, вплоть до обрезанных перчаток, походки и причёски), оператор фильма Хулио Макат, наоборот, утверждал, что Пеши был невыносим: он то считал, что его реплики в сценарии не соответствуют его актёрским способностям, то был недоволен слишком ранними, по его мнению, служебными звонками.
Отрывок из фильма «Ангелы с грязными душами» (англ. Angels with Filthy Souls) был снят всего за один день и за день до начала съёмок. Дабы создать иллюзию гангстерской кинокартины 1940-х годов, сцена была снята с использованием чёрно-белого негатива, а в офисе Джонни использовались аутентичные предметы того времени. Название фильма было пародированием реального фильма той эпохи «Ангелы с грязными лицами». Полная девочка с брекетами на фотографии, которую Кевин находит в вещах Базза и думает, что это подружка последнего, в действительности была мальчиком, загримированным под девочку, поскольку Крис Коламбус и продюсеры посчитали слишком жестоким высмеивать в таком контексте подобных девочек (мальчик на фото был сыном художника-постановщика фильма Дэна Убстера). Журнал «Playboy», который Кевин находит в вещах Базза, был реальным выпуском за июль 1989 года (девушка на его обложке — актриса Эрика Элениак). План ловушек Кевина нарисовал один из художников фильма Джон Муто — будучи правшой, он нарисовал его левой рукой, чтобы тот выглядел именно как детский рисунок.

### Музыка
Home Alone: Original Motion Picture Soundtrack — саундтрек к киноленте «Один дома». Композиции альбома были написаны Джоном Уильямсом. Саундтрек был издан на лейбле Sony Classical в формате компакт-кассеты 4 декабря 1990 года. 27 мая 2015 года альбом был выпущен в формате компакт-диска на лейбле Sony Masterworks.
Первоначально режиссёр картины, Крис Коламбус, планировал, что музыку для саундтрека напишет музыкант Брюс Бротон. На ранних постерах «Один дома» Бротон указывался в качестве композитора ленты. Однако он был занят музыкой к полнометражному мультфильму «Спасатели в Австралии» и отменил всё «в последнюю минуту». Исходя из этого, Коламбус смог связаться с режиссёром Стивеном Спилбергом, который помог ему заключить контракт с Уильямсом. В фильме «Один дома» также прозвучали рождественские песни, включая «O Holy Night» и «Carol of the Bells». Саундтрек Home Alone был номинирован на премию «Оскар» в категории «Лучшая музыка к фильму», а песня «Somewhere in my Memory» была представлена в категориях «Лучшая песня к фильму» и «Лучшая песня, написанная для визуальных медиа».
| №                   | Название                                                              | Музыка                  | Слова                   | Длительность |
| ------------------- | --------------------------------------------------------------------- | ----------------------- | ----------------------- | ------------ |
| 1.                  | «Home Alone Main Title (Somewhere in My Memory)» (Chorus & Orchestra) | Джон Уильямс            | Лесли Брикасс           | 4:53         |
| 2.                  | «Holiday Flight»                                                      | Джон Уильямс            |                         | 0:59         |
| 3.                  | «The House»                                                           | Джон Уильямс            |                         | 2:27         |
| 4.                  | «Star of Bethlehem» (Orchestral Version)                              | Джон Уильямс            |                         | 2:51         |
| 5.                  | «Man of the House»                                                    | Джон Уильямс            |                         | 4:33         |
| 6.                  | «White Christmas» (в исполнении The Drifters)                         | Ирвинг Берлин           | Ирвинг Берлин           | 2:40         |
| 7.                  | «Scammed by a Kindergartner»                                          | Джон Уильямс            |                         | 3:55         |
| 8.                  | «Please Come Home for Christmas» (в исполнении Southside Johnny)      | Чарльз Браун, Джин Редд | Чарльз Браун, Джин Редд | 2:41         |
| 9.                  | «Follow That Kid!»                                                    | Джон Уильямс            |                         | 2:03         |
| 10.                 | «Making the Plane»                                                    | Джон Уильямс            |                         | 0:52         |
| 11.                 | «O Holy Night» (Chorus & Orchestra)                                   | Адольф Адан             | Джон Салливан Дуайт     | 2:48         |
| 12.                 | «Carol of the Bells» (Chorus)                                         | Николай Леонтович       | Питер Вильговский       | 1:25         |
| 13.                 | «Star of Bethlehem» (Children’s Chorus)                               | Джон Уильямс            | Брикасс                 | 2:59         |
| 14.                 | «Setting the Trap»                                                    | Джон Уильямс            |                         | 2:16         |
| 15.                 | «Somewhere in My Memory» (Chorus & Orchestra)                         | Джон Уильямс            | Брикасс                 | 1:04         |
| 16.                 | «The Attack on the House»                                             | Джон Уильямс            |                         | 6:53         |
| 17.                 | «Mom Returns and Finale»                                              | Джон Уильямс            |                         | 4:19         |
| 18.                 | «Have Yourself a Merry Little Christmas» (в исполнении Мела Торме)    | Хью Мартин              | Ральф Блейн             | 3:05         |
| 19.                 | «We Wish You a Merry Christmas / The End»                             | Традиционная            | Брикасс, Традиционная   | 4:15         |
| Общая длительность: | Общая длительность:                                                   | Общая длительность:     | Общая длительность:     | 56:58        |

| Данные адаптированы с сайта Discogs. \| - Джон Уильямс — композитор (треки 1—5, 7, 9, 10, 13—17); дирижёр, продюсер (треки 1—5, 7, 9—17, 19) - Джо Энн Кейн — музыкальное приготовление - Лесли Брикасс — лирика (треки 1, 13, 15, 19) - Адольф Адан — музыка (трек 11) - Хью Мартин[англ.] — музыка (трек 18) - Southside Johnny[англ.] — вокал (трек 8) \| - Кеннет Уаннберг — музыкальный редактор - Армин Стинер — звукорежиссёр - Чак Гарша — ассистент звукорежиссёра - Ирвинг Берлин — музыка, лирика (трек 6) - Джон Салливан Дуайт[англ.] — лирика (трек 11) - Ральф Блейн[англ.] — лирика (трек 18) - Мел Торме — вокал (трек 18) \| - Джон Бруно[англ.] — ассистент звукорежиссёра - Терри Браун[англ.] — ассистент звукорежиссёра - Говард Фрицсон — арт-директор, оформление обложки - Чарльз Браун, Джин Редд — музыка, лирика (трек 8) - Питер Вильговский[англ.] — музыка, лирика (трек 12) - The Drifters — вокал (трек 6) \| | | |
| - Джон Уильямс — композитор (треки 1—5, 7, 9, 10, 13—17); дирижёр, продюсер (треки 1—5, 7, 9—17, 19) - Джо Энн Кейн — музыкальное приготовление - Лесли Брикасс — лирика (треки 1, 13, 15, 19) - Адольф Адан — музыка (трек 11) - Хью Мартин — музыка (трек 18) - Southside Johnny — вокал (трек 8) | - Кеннет Уаннберг — музыкальный редактор - Армин Стинер — звукорежиссёр - Чак Гарша — ассистент звукорежиссёра - Ирвинг Берлин — музыка, лирика (трек 6) - Джон Салливан Дуайт — лирика (трек 11) - Ральф Блейн — лирика (трек 18) - Мел Торме — вокал (трек 18) | - Джон Бруно — ассистент звукорежиссёра - Терри Браун — ассистент звукорежиссёра - Говард Фрицсон — арт-директор, оформление обложки - Чарльз Браун, Джин Редд — музыка, лирика (трек 8) - Питер Вильговский — музыка, лирика (трек 12) - The Drifters — вокал (трек 6) |

## Реакция

### Прокат
Фильм вышел в прокат в Канаде и США 16 ноября 1990 года, в Алжире, Швеции и ЮАР — 14 декабря 1990 года, в Малайзии и Новой Зеландии — 16 мая 1991 года, в России и на Украине — 27 декабря 1993 года.

### Кассовые сборы
«Один дома» заработал 285,8 миллиона долларов в Северной Америке и 190,9 миллиона долларов в других странах, а общая сумма кассовых сборов в мировом прокате составила 467,7 миллиона долларов, при бюджете в размере 18 миллионов долларов.
За первый уик-энд «Один дома» собрал 17 миллионов долларов в 1202 кинотеатрах, что составило в среднем 14 211 долларов на объект, а также всего 6 % от общей суммы  в следующие шесть недель при максимальном количестве сеансов в 2174, во время его восьмого уик-энда, начавшегося в январе 1991 года. Фильм оказался настолько популярным, что оставался в кинотеатрах ещё долгое время после рождественского сезона. Он оставался первым по кассовым сборам двенадцать недель подряд, начиная с уик-энда 16—18 ноября 1990 года, когда лента вышла в прокат, вплоть до уик-энда с 1 по 3 февраля 1991 года. Он был окончательно смещён с вершины, когда экранизация «В постели с врагом» собрала за первый уик-энд 13 миллионов долларов. Тем не менее «Один дома» оставался в первой десятке по кассовым сборам до уик-энда 26—27 апреля того же года. Он появлялся в десятке ещё два раза (в уик-энды 31 мая — 2 июня и 14—16 июня), прежде чем окончательно покинул её. После более чем девяти месяцев показа картины в кинотеатрах, за шестнадцать уик-эндов, он заработал 285 761 243 доллара в Соединённых Штатах, став самым кассовым фильмом года в Северной Америке. «Один дома» входит в Книгу рекордов Гиннесса как самая кассовая комедия всех времён.
К тому времени как показ ленты в кинотеатрах закончился, «Один дома» был третьим самым кассовым фильмом всех времён во всём мире, так же, как и в Соединённых Штатах и Канаде, уступая только картинам «Звёздные войны. Эпизод IV: Новая надежда» (322 миллиона долларов на тот период) и «Инопланетянин» (399 миллионов долларов на тот период). В общей сложности за всё время показа ленты «Один дома» заработал 477 561 243 доллара во всём мире. По оценке сайта Box Office Mojo, на «Один дома» в общей сложности в Соединённых Штатах было продано 67,7 миллиона билетов. По словам Уильяма Голдмана, успех экранизации породил голливудское высказывание «to be Home Aloned», относящийся к ленте, сборы которой сократились из-за влияния «Один дома».

### Отзывы критиков
| Профессиональные рейтинги фильма «Один дома» | Профессиональные рейтинги фильма «Один дома» |
| Издание                                      | Оценка                                       |
| -------------------------------------------- | -------------------------------------------- |
| Metacritic                                   | 63/100                                       |
| Rotten Tomatoes                              | 5,5/10                                       |
| Chicago Sun-Times                            | [ 41 ]                                       |
| Entertainment Weekly                         | D                                            |
| The Austin Chronicle                         | [ 43 ]                                       |
| TV Guide                                     | [ 44 ]                                       |

«Один дома» получил положительные отзывы критиков. На сайте Rotten Tomatoes фильм имеет рейтинг одобрения 63 %, основанный на 50 рецензиях критиков, со средним рейтингом 5,5/10. В консенсусном мнении критиков на сайте отмечается, что «Один дома» — неровная, но местами довольно смешная комедия, главную роль в которой отлично сыграл Маколей Калкин при хорошей поддержке других актёров. В агрегаторе Metacritic, устанавливающем в среднем оценку до ста, основанную на профессиональных рецензиях, кинолента получила 63 балла на основе девяти полученных рецензий, что означает «в целом положительные отзывы от критиков». Аудитория, принявшая участие в голосовании на сайте CinemaScore, дала картине среднюю оценку «A», оценивая по шкале от A+ до F.
В американском издании Variety «Один дома» похвалили за его актёрский состав. Рецензент Джин Купер из The Washington Post похвалила картину за её комический подход. Критик Хэл Хинсон, также из газеты The Washington Post, высоко оценил режиссуру Криса Коламбуса и актёрскую игру Калкина. Однако Кэрин Джеймс из издания The New York Times выразила недовольство тем, что первая половина ленты «скучна и не содержит сюрпризов», но похвалила вторую половину киноленты за её чёрный юмор. Она также высоко оценила беседу Кевина и старика Марли, и финальную сцену картины.
Роджер Эберт из газеты Chicago Sun-Times оценил фильм на две с половиной звезды из четырёх, однако не остался доволен фильмом до конца. Рецензент сравнил разработанные ловушки в киноленте с машиной Руба Голдберга, прокомментировав: «Это в некотором смысле те самые ловушки, которые любой восьмилетний ребёнок может самостоятельно изобрести, имея бюджет в десятки тысяч долларов и команду из людей, занимающихся спецэффектами в кино»; рецензент также критиковал сюжет как «настолько немыслимый, что ему сложно позаботиться о трудном состоянии Кевина», отметив, что «всё, что спасает фильм — это талантливая игра Калкина». В рецензии на второй фильм франшизы «Один дома 2: Потерявшийся в Нью-Йорке» Эберт высказался: «Мне не очень понравился первый фильм». Оуэн Глиберман из Entertainment Weekly дал ленте оценку «D», критикуя его «празднично-садистские нападки на взрослых людей». Рецензент также добавил, что «Джон Хьюз натягивает наши нервные струны, словно он так и не научился делать что-то другое».
Со временем «Один дома» стал праздничной классикой среди зрителей, и часто упоминается в качестве одной из лучших рождественских лент всех времён такими изданиями, как The Huffington Post, Thrillist, Empire, и CinemaBlend.

### Обвинения в плагиате
Французский фильм ужасов 1989 года «3615 код Деда Мороза», рассказывающий о маленьком мальчике, который остаётся дома один со своим пожилым дедушкой и должен отбиваться от захватчика, одетого как Санта-Клаус, был отмечен за сюжетное сходство с фильмом «Один дома». Режиссёр фильма «3615 код Деда Мороза» Рене Манзор пригрозил продюсерам фильма «Один дома» судебным иском по обвинению в плагиате, утверждая, что «Один дома» является ремейком его фильма. Фильм «3615 код Деда Мороза» не был выпущен в США во время его первоначального показа в кинотеатрах в январе 1990 года и не стал широко доступен там до 2018 года.

### Награды и номинации
В 1991 году «Один дома» был номинирован на премию «Оскар» в номинациях «Лучшая музыка к фильму» за саундтрек Home Alone: Original Motion Picture Soundtrack и в категории «Лучшая песня к фильму» за композицию «Somewhere in my Memory». Песня также получила номинацию на «Грэмми» в категории «Лучшая песня, написанная для визуальных медиа», но победу в ней не одержала. Кинолента также была представлена на «Золотом глобусе» в номинации «Лучший фильм — комедия или мюзикл»; Маколей Калкин был номинирован в категории «Лучшая мужская роль — комедия или мюзикл», но не одержал в ней победу. Экранизация также была признана лучшей в 1991 году такими премиями, как British Comedy Awards, Kids’ Choice Awards и «Молодой актёр». В том же году «Один дома» получил одноимённую награду на премии «Золотой экран», за 3 миллиона проданных билетов за 18 месяцев показа кинокартины, и одержал победу в номинации «Золотой экран со звездой» за 6 миллионов проданных билетов за тот же срок. Лента была номинирована на вхождение в список «100 самых смешных американских фильмов за 100 лет» по версии Американского института киноискусства; воры Гарри Лайм и Марвин Мёрчинс были номинированы на вхождение в «100 лучших героев и злодеев по версии AFI».
| «Оскар»                      | 1991 | Лучшая музыка к фильму                                          | Home Alone: Original Motion Picture Soundtrack | Номинация |
| «Оскар»                      | 1991 | Лучшая песня к фильму                                           | «Somewhere in my Memory»                       | Номинация |
| «Грэмми»                     | 1992 | Лучшая песня, написанная для визуальных медиа                   | «Somewhere in my Memory»                       | Номинация |
| «Золотой глобус»             | 1991 | Лучший фильм — комедия или мюзикл                               | «Один дома»                                    | Номинация |
| «Золотой глобус»             | 1991 | Лучшая мужская роль — комедия или мюзикл                        | Маколей Калкин                                 | Номинация |
| American Comedy Awards       | 1991 | Самый смешной актёр (Ведущая роль)                              | Маколей Калкин                                 | Победа    |
| British Comedy Awards        | 1991 | Лучшая комедия                                                  | «Один дома»                                    | Победа    |
| Artios Awards                | 1991 | Лучший кастинг для фильма — комедия                             | Джейн Дженкинс, Джанет Хиршенсон               | Победа    |
| «Премия кинокритиков Чикаго» | 1991 | Самый перспективный актёр                                       | Маколей Калкин                                 | Победа    |
| «Золотой экран»              | 1991 | Золотой экран                                                   | «Один дома»                                    | Победа    |
| «Золотой экран»              | 1991 | Золотой экран со звездой                                        | «Один дома»                                    | Победа    |
| Kids’ Choice Awards          | 1991 | Лучшая кинокартина                                              | «Один дома»                                    | Победа    |
| «Молодой актёр»              | 1991 | Лучший молодой актёр в кинофильме                               | Маколей Калкин                                 | Победа    |
| «Молодой актёр»              | 1991 | Самый интересный семейный молодёжный фильм — комедия или боевик | «Один дома»                                    | Победа    |
| «Молодой актёр»              | 1991 | Лучшая молодая актриса второго плана в кинокартине              | Анджела Геталс                                 | Номинация |

## Новеллизация
Новеллизация была написана Тоддом Стрейссером в ноябре 1990 года и выпущена в издательстве Scholastic. Текст использовал вырезанные сцены, а также раскрывал информацию, которая в фильме не была озвучена — например, наличие множества манекенов в подвале дома объяснялось тем, что Кейт Маккалистер работает дизайнером-модельером одежды.
В 2015 году, по случаю 25-летия фильма, художница Ким Смит выпустила в издательстве Quirk Books детскую книжную адаптацию со своими иллюстрациями.

## Последующие фильмы
За лентой последовало коммерчески успешное продолжение «Один дома 2: Потерявшийся в Нью-Йорке», вышедшее в 1992 году и включающее в себя актёрский состав из первой экранизации. Режиссёром выступил режиссёр первой части, Крис Коламбус, а сценаристом и продюсером — также Джон Хьюз. Фильм в фильме, «Ангелы с грязными душами», имел продолжение в «Один дома 2», но под названием «Ангелы с ещё более мерзкими душами». В обеих мета-лентах про «Ангелов» ведущим персонажем являлся стереотипный мафиози Джонни, роль которого исполнил Ральф Фуди.
Третья часть франшизы, «Один дома 3», вышедшая в 1997 году, тоже стала успешной, но вышла в ноль в прокате. Фильм содержит другой актёрский состав и отличающуюся сюжетную линию. Сценарий также был написан Хьюзом, а режиссёром выступил Раджа Госнелл. Главные роли исполнили Алекс Дэвид Линц и Хэвиленд Моррис. При высоком бюджете (в два раза больше, чем у «Один дома»), сборы от проката картины составили 79 миллионов долларов.
Четвёртый фильм, снимавшийся для телевидения, получил название «Один дома 4». Он был показан 3 ноября 2002 года на канале ABC. В этой картине присутствуют персонажи из первых двух частей франшизы, но их роли исполнили другие актёры. Сюжет также отличается от предыдущих частей. Режиссёром выступил Род Дэниэл, а сценарий был написан Деброй Франк и Стивеном Хэйзом. Роль Кевина Маккаллистера в экранизации исполнил Майк Вейнберг. Также роли исполнили Френч Стюарт, Мисси Пайл, Джейсон Бех, Эрик Авари и другие. «Один дома 4» не оправдал ожиданий и получился провальным. Заключительная часть, «Один дома 5: Праздничное ограбление», была выпущена 25 ноября 2012 года в рамках программного события 25 дней Рождества телеканала ABC Family. Режиссёром выступил Питер Хьюитт, а сценарий был написан Аароном Гинсбургом и Уэйдом МакИнтайром. Главные роли исполнили Кристиан Мартин, Эдди Стиплз, Джодель Ферланд, Дог Муррэй, Элли Харви, Деби Мейзар и Малкольм Макдауэлл. Пятая часть стала лучше четвёртой, но получила плохие отзывы на Кинопоиске.
В декабре 2015 года Маколей Калкин исполнил роль взрослого Кевина Маккаллистера в первом эпизоде веб-сериала музыканта и сценариста Джека Дишела, «DRYVRS», где явно взволнованный Кевин рассказывает о своём опыте ребёнка, забытого дома его родителями. В ответ на видео Калкина актёр Дэниел Стерн появился в коротком видео на сайте Reddit, повторив роль грабителя Марвина, умоляющего своего напарника Гарри вернуться, чтобы помочь ему защититься от коварных ловушек Кевина.
19 декабря 2018 года для Google Assistant был выпущен короткометражный рекламный ролик, в котором Маколей Калкин вновь сыграл Кевина Маккаллистера. В нём воссоздавались сцены из оригинального фильма 1990 года, когда Маккалистер брился, прыгал на кровати и украшал ёлку, прося помощника Google установить напоминания для него. Рекламный ролик сразу стал вирусным. Ральф Фуди и Джо Пеши появились в архивных кадрах и аудио.
В конце 2018 года издание Splash Report сообщило, что Disney и Fox разрабатывают новый фильм франшизы. Сценарий к фильму напишут Майки Дэй и Стритер Сейдел. Также было сообщено о возможном появлении Маколея Калкина в роли Кевина Маккаллистера. Данный фильм является перезапуском оригинала и вышел исключительно на Disney+. 8 августа 2019 года Маколей Калкин выложил в шутку у себя в Твиттере фотографию самого себя в виде толстого алкоголика и написал, что якобы именно так должен выглядеть перезапуск киноленты «Один дома».